# Лютеранская церковь (Таганрог)
Лютеранская церковь — культовое сооружение, которое было основано в Таганроге в 1864 году и просуществовало до 1923 года.

## История
Лютеранское общество решило основать в Таганроге церковь для собственных нужд. В 1864 году для этого был приобретен участок на углу Николаевской улицы и Кампенгаузенского переулка. Стоимость участка и строений на нем составила 4600 рублей. В то время местность, которая окружала участок, не отличалась плотной застройкой. В соседних кварталах располагалось около 2-3 домов, поблизости были торговые ряды. Сама церковь была окружена зарослями сирени. Здание мастерской стали использовать как Евангелическо-Протестантский молитвенный дом.
При открытии церкви в Таганроге проживало 84 человека протестантского вероисповедания. Из них — 53 мужчины и 31 женщина. Это были служащие посольств, работники заводов, ремесленники и торговцы. Церковь посещали директора многих таганрогских предприятий с женами и детьми, в том числе основатель пивоваренного завода в Таганроге Христиан Фридрихович Билле с семьей, директор кожевенного завода Эмиль Фейт с женой Ольгой Тиссен.
Бывшую мастерскую постепенно стали обустраивать и приспосабливать для проведения богослужений. Работы для этого велись постоянно. К 1887 году помещение было сильно переделано. Изменился вид многих дворовых строений, а внутреннее помещение бывшей столярной мастерской облагородили: фасад строения теперь закрывала чугунная решетка с воротами. С правой стороны от церкви располагалось здание церковно-приходской школы — его можно увидеть и в XXI веке. Металлический столбик от ограды, выполненный в готическом стиле, был также сохранен — его можно увидеть вблизи существующего здания обувной фабрики.
Многие изменения со зданием лютеранской церкви произошли в 1879 году, когда пастором стал пробст Николай Штраус. В это время художник Шкитко написал и пожертвовал для церкви икону «Хождение по водам». Николай Штраус продолжал служить в церкви и в начале XX века. Он проводил службы не только для жителей Таганрога, но и для жителей ближайших селений — так как таганрогская Лютеранская церковь была единственной в округе. В 1923 году церковь перестала существовать.